# Samantha Magee
Samantha „Sam“ Magee (* 10. Juli 1983 in Hartford, Connecticut) ist eine ehemalige US-amerikanische Ruderin, die 2004 eine olympische Silbermedaille im Achter gewann.

## Sportliche Karriere
Samantha Magee belegte bei den Junioren-Weltmeisterschaften 2000 den achten Platz im Zweier ohne Steuerfrau. Im Jahr darauf nahm sie in zwei Bootsklassen an den Junioren-Weltmeisterschaften teil. Sie gewann die Silbermedaille im Vierer ohne Steuerfrau und belegte den fünften Platz im Achter. Bei den Weltmeisterschaften 2003 erreichte die 1,82 m große Samatha Magee mit dem Achter den fünften Platz.
2004 siegte der US-Achter bei den Weltcup-Regatten in München und Luzern. Bei den Olympischen Spielen in Athen traten Katherine Johnson, Samantha Magee, Megan Dirkmaat, Alison Cox, Anna Mickelson, Laurel Korholz, Caryn Davies, Lianne Nelson und Steuerfrau Mary Whipple im Achter an. Die Crew gewann ihren Vorlauf, im Finale erreichte sie als Zweite das Ziel, fast zwei Sekunden hinter den Rumäninnen und drei Zehntelsekunden vor den Niederländerinnen.
2005 belegte Magee mit dem Achter den vierten Platz bei den Weltmeisterschaften. Nach einem Jahr pause kehrte sie noch einmal in den Achter zurück und gewann den Titel bei den Weltmeisterschaften 2007 in München.